# Feringa (Adelssippe)
Die Adelssippe der Feringa zählte zu den frühen bajuwarischen Geschlechtern (lat. = genealogiae) der späteren agilolfingischen Zeit.
Der noch unmündige bayerische Herzog Tassilo III. schenkte im Jahr 750 gemäß einer Freisinger Tradition auf Bitten des Bischofs Joseph von Verona Weidegründe im Raum Erching an das Hochstift Freising. Als Schenker treten der Herzog Tassilo III. auf, der Feringa Alfrid mit seinen Brüdern und die Fagana.  Der Herzog schenkt den Teil des Besitzes, der den Feringas gehörte (quicquid ad Feringas pertinebat), mit Zustimmung durch Alfrid und seinen Brüdern an das Bistum, während der Teil, der den Fagana gehörte, von diesen selbst dem Bistum übertragen wurde. Als Schenker dieser Sippe treten Ragino, Anulo, U(W)utti, U(W)urmhart und andere (et cuncti participes eorum) auf. Aus der Tatsache, dass der Herzog den Besitz der Feringa an Freising verschenkt und diese nur zustimmen, wird geschlossen, dass Tassilo das Stammesoberhaupt der Feringa war und diese demgemäß eine Seitenlinie der Agilolfinger waren.
„Feringa“ (bzw. das spätere Föhring) ist auch der Name eines wichtigen Fiskalortes und Herzogshofes an dem Altstraßenübergang zwischen Oberföhring und Unterföhring. Dieser Hof Feringa wird 783 in einer Urkunde Herzog Tassilos III. genannt, die Bestandteil des Traditionsbuches des oberösterreichischen Klosters Mondsee ist. Weitere Nachweise über die Feringa sind nicht vorhanden.
Die Namensherkunft der Feringas wird unterschiedlich gedeutet: Zum einen werden sie als Leute an einer „far“ (= Furt) angesehen, die im Auftrag des Herzogs diese Passage bewachten und die mit fiskalischen Gütern ausgestattet waren. Zum anderen wird der Name patronymisch gedeutet, die Feringa wären danach „Nachkommen eines Fara“. Zur Zeit des Königs Sigibert II. (um 600) wird ein Austrasier namens Fara genannt, der ein Sohn Chrodoalds (de gente nobile Agylufingam) war und zu den Burgundofarones zu zählen ist. Dieser Fara hatte sich mit dem Thüringerherzog Radulf gegen die Merowinger verschworen.
Bei Unterföhring erinnert der Feringasee heute noch an diese Adelssippe.